# Alfred Schmidt (Gewichtheber)

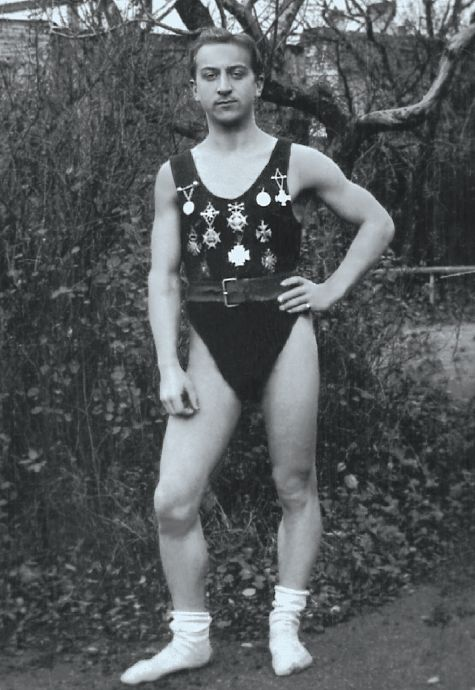
Alfred Schmidt

Alfred Schmidt (* 1. Mai 1898 in Riisipere; † 5. November 1972 in Tallinn, Sowjetunion) war ein estnischer Gewichtheber.

## Sportliche Leistung
Alfred Schmidt gewann bei den Olympischen Sommerspielen 1920 in Antwerpen hinter dem Belgier Frans De Haes die Silbermedaille im Federgewicht (60 kg). Er erzielte dabei in einem Dreikampf, der aus einarmigen Reißen, einarmigen Stoßen und beidarmigen Stoßen bestand, 210 kg (55-65-90).  Schmidt war damals 22 Jahre alt.
1922 wurde Schmidt estnischer Meister im Gewichtheben. Bei den Weltmeisterschaften im selben Jahr in Tallinn wurde Schmidt disqualifiziert, da er 200 Gramm zu viel wog.
Neben seiner Karriere als Gewichtheber war Alfred Schmidt auch als Ringrichter im Ringen tätig.
Im Zuge der Estnisierung von Vor- und Familiennamen im Estland der Zwischenkriegszeit nannte er sich ab 1936 Ain Sillak. Nach dem Zweiten Weltkrieg war er bei dem sowjetischen Energieunternehmen Tallinngaas beschäftigt.